# Плейн-Гроув Тауншип (округ Лоуренс, Пенсільванія)
Плейн-Гроув Тауншип (англ. Plain Grove Township) — селище (англ. township) в США, в окрузі Лоуренс штату Пенсільванія. Населення — 777 осіб (2020).

## Демографія
Згідно з переписом 2010 року, у селищі мешкало 813 осіб у 324 домогосподарствах у складі 246 родин. Було 354 помешкання
Расовий склад населення:
| - 98,5 % — білих - 0,2 % — вихідців з тихоокеанських островів - 0,1 % — чорних або афроамериканців - 0,1 % — азіатів |

До двох чи більше рас належало 0,6 %. Частка іспаномовних становила 1,5 % від усіх жителів.
За віковим діапазоном населення розподілялося таким чином: 22,0 % — особи молодші 18 років, 65,2 % — особи у віці 18—64 років, 12,8 % — особи у віці 65 років та старші. Медіана віку мешканця становила 41,6 року. На 100 осіб жіночої статі у селищі припадало 100,2 чоловіків;  на 100 жінок у віці від 18 років та старших — 104,5 чоловіків також старших 18 років.
Середній дохід на одне домашнє господарство  становив 60 192 долари США (медіана — 54 107), а середній дохід на одну сім'ю — 65 748 доларів (медіана — 61 339). Медіана доходів становила 40 729 доларів для чоловіків та 27 917 доларів для жінок. За межею бідності перебувало 6,5 % осіб, у тому числі 7,1 % дітей у віці до 18 років та 2,2 % осіб у віці 65 років та старших.
Цивільне працевлаштоване населення становило 422 особи. Основні галузі зайнятості: освіта, охорона здоров'я та соціальна допомога — 19,2 %, виробництво — 17,3 %, будівництво — 10,9 %, мистецтво, розваги та відпочинок — 10,0 %.